# Gleiritsch
Gleiritsch är en kommun och ort i Landkreis Schwandorf i Regierungsbezirk Oberpfalz i förbundslandet Bayern i Tyskland.
Kommunen ingår i kommunalförbundet Oberviechtach tillsammans med köpingen Winklarn och kommunerna Niedermurach och Teunz.